# Thomas Davidson
Thomas Davidson, född 17 maj 1817 i Moir House i Midlothian, död 14 oktober 1885 i Brighton, var en skotsk paleontolog.
Davidson studerade i Edinburgh, Paris och Rom, på sistnämnda ställe under Leopold von Buch, som förmådde honom att börja studera brachiopoderna. På detta område hann Davidson mycket långt, såsom synes av hans mest betydande verk, On British Fossil Brachipoda (tre band, 1850-70). Han tilldelades Wollastonmedaljen 1865.